# Calça Pêrra
Calça Perra, é uma pequena aldeia na freguesia da Sabacheira, concelho de Tomar, distrito de Santarém, Portugal.
Passa por esta localidade a estrada municipal M524, que liga a localidade de Chão de Maçãs à Sabacheira.
É banhada a norte pela Ribeira da Sabacheira, que é afluente do Rio Nabão e este do Rio Zêzere.
Este micro-topónimo que está na origem do nome deste pequeno aglomerado está relacionado com a existência de propriedades da familía Calça Perra, sendo Beatriz Nunes Calça Perra a sua última descendente, tendo legado as suas posses e propriedades à Ordem de Cristo.
As propriedades nesta zona eram uma vinha no "Porto de Monchite", legado a Margarida Eanes sua criada, e marido; mas especialmente os moinhos de água legados a Diogo Nunes Sarrazinos.

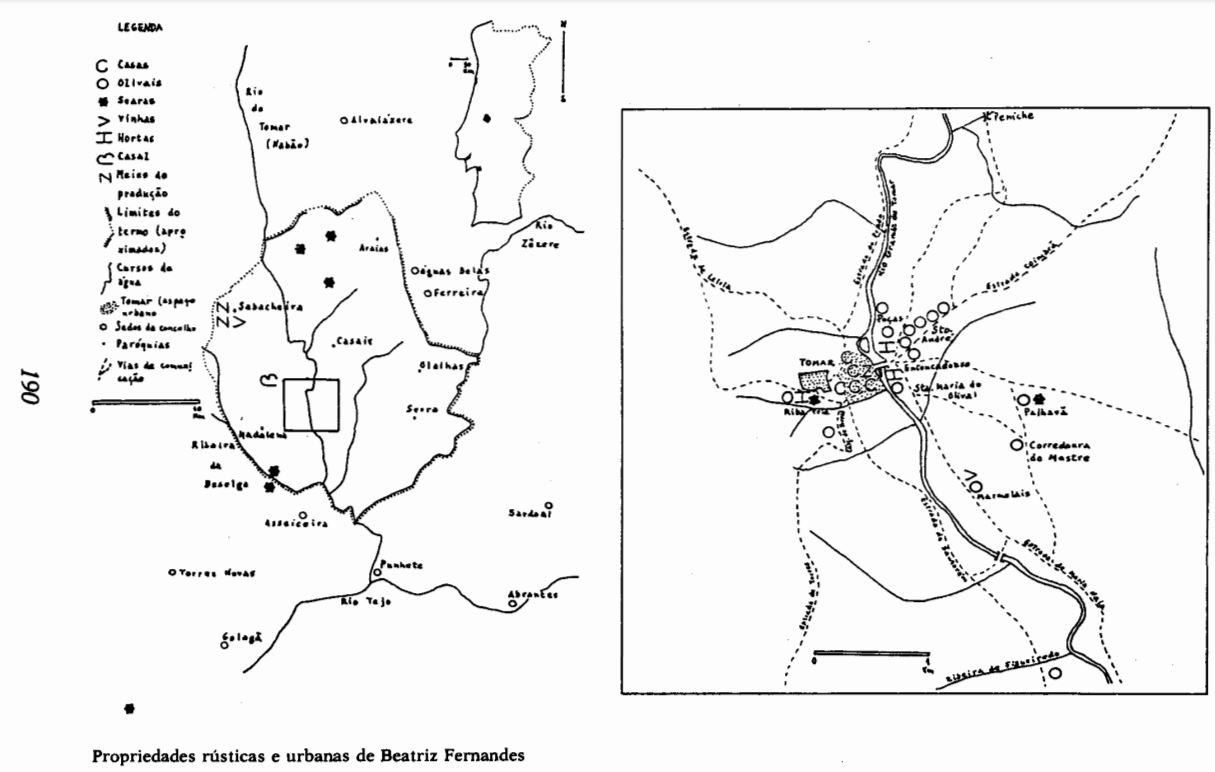
Propriedades rusticas e urbanas de Beatriz Fernandes Calça Perra em 1462 (MSA Conde · 1989)

Os moinhos situados na ribeira da Sabacheira seriam para moagem de farinha. De acordo com o testamento de Beatriz Fernandes Calça Perra, foi possivel saber-se que apenas uma parte, porventura maioritária destes moinhos se encontrava na posse dos Calça Perra. A parte restante pertence ao mosteiro de Santa Cruz de Coimbra que aliás, a emprazara a Beatriz Fernandes .
A Ordem de Cristo detinha o monopólio da moagem da azeitona, direito ancestral da precedente Ordem do Templo, confirmado no final do século XIII por D. Dinis. Também não era permitida a posse de moinhos de farinha no rio Nabão, mas apenas nos regatos que naquele afluiam.
João Eanes Calça Perra o seu antepassado mais antigo revelado nos registos, surge em 1288 como testemunha numa contenda entre a Ordem de Cristo e um tal D. Aparício, por causa de uns moinhos na ribeira de Ceras, no Termo de Tomar.